# Dromophis
Dromophis var ett släkte av ormar. Dromophis ingick enligt Catalogue of Life i familjen snokar och enligt The Reptile Database i familjen Psammophiidae.
Arter enligt Catalogue of Life:
- Dromophis lineatus
- Dromophis praeornatus

Båda arter flyttades enligt The Reptile Database till släktet Psammophis.